# Skvyrský rajón
Skvyrský rajón (ukrajinsky Сквирський район) byl rajón v Kyjevské oblasti na Ukrajině. Hlavním městem byla Skvyra a rajón měl přibližně 36 tisíc obyvatel. 

## Sídla v rajónu
- Skvyra